# Pascua Creek
Pascua Creek är ett vattendrag i Belize.   Det ligger i distriktet Orange Walk, i den centrala delen av landet, 30 km nordväst om huvudstaden Belmopan.
I omgivningarna runt Pascua Creek växer i huvudsak städsegrön lövskog. Runt Pascua Creek är det glesbefolkat, med 10 invånare per kvadratkilometer.